# Elvis (2005)
Elvis is een miniserie uit 2005 onder regie van James Steven Sadwith. Jonathan Rhys Meyers vertolkt de rol van Elvis Presley vanaf diens achttiende tot drieëndertigste levensjaar en kreeg hiervoor de Golden Globe.

## Verhaal
Deze miniserie over Elvis beschrijft in 3 uur zijn leven: Zijn opkomst, doorbraak en ondergang.
De nabestaanden van Elvis Presley gaven voor het eerst hun volledige medewerking aan deze film met veel origineel beeld- en geluidmateriaal en verhalen.
Het begint in Tupelo, Mississippi, waar hij werd geboren als zoon van Vernon en Gladys Presley en in armoede opgroeide. Zijn uitstraling, talent en bewegingen maakten hem op z'n 21-ste tot de alombekende King of Rock 'n' Roll. Met zijn grijns en draaiende heupen barstte hij op de bühne los met deze unieke stijl en zorgde voor een revolutie in de muziek
Zijn leven werd gevormd door de mensen die het dichtst bij hem stonden: Zijn vader, zijn moeder (die hij aanbad), en zijn dominerende manager "Colonel" Tom Parker.
Ook zien we zijn deelname in het leger (van 1958 tot 1960), zijn huwelijk met de veel te jonge Priscilla die hij in het leger heeft leren kennen, de geboorte van hun dochter Lisa Marie, en zijn triomferende terugkomst tijdens de NBC-special in 1968.

## Rolverdeling
| Acteur               | Personage         |
| -------------------- | ----------------- |
| Jonathan Rhys Meyers | Elvis Presley     |
| Randy Quaid          | Tom Parker.       |
| Rose McGowan         | Ann-Margret       |
| Tim Guinee           | Sam Phillips      |
| Antonia Bernath      | Priscilla Presley |
| Robert Patrick       | Vernon Presley    |
| Camryn Manheim       | Gladys Love Smith |
| Randy McDowell       | Gene Smith        |